# Luzula nivalis
Luzula nivalis — вид трав'янистих рослин родини ситникові (Juncaceae), поширений у Північній Америці (Ґренландія, Канада, Аляска) та Євразії (Норвегія [вкл. Шпіцберген], Росія). Етимологія: лат. nivalis — «сніговий».

## Опис
Це багаторічні трав'янисті рослини, які утворюють купини або невеликі килими, за допомогою горизонтальних, розгалужених кореневищ з дуже короткими гілками. Основи купин густо вкриті рясним засохлим листям і листовими піхвами попередніх років, з чіткими жилками, часто блискучі, від темного до середнього сірувато-коричневого кольору. Листя в основному базальне. Стебла з 1(2) листками, в основному, на нижній половині стебла. Листя плоске або слабо поздовжньо улоговисте (особливо на вершині). Прикореневе листя голе, блакитно-зелене або з відтінком фіолетового, з більш-менш виразною серединною жилкою й кількома нечіткими бічними, краї невиразно зубчасті. Суцвіття — нещільні похилі волоті, де квіти розміщені окремо чи, рідше, в 2(3)-квіткових чорних кластерах, кожен з численними квітами. Квіти радіально-симетричні з 6 (3+3) листочками оцвітини. Листочки оцвітини майже рівні, довгасті, тупі, чорнуваті з блідішими, більш-менш напівпрозорими верхівками. Тичинок 6. Плоди — однокамерні коробочки з 3 насінинами. Коробочки яйцевиді або еліпсоїдні, від підгострих до тупих, блискучі чорнувато-коричневі. Насіння еліпсоїдальне, коричневий, дистально з сіруватим кінчиком. 2n=24.

## Відтворення
Статеве розмноження насінням; дуже локальне вегетативне розмноження фрагментаціями купин. Вид вітрозапильний. Насіння дрібне, не має адаптації до будь-якого особливого способу розсіювання і, ймовірно, поширюються на деяку відстань вітром.

## Поширення
Це арктичний вид (Канада, Аляска, Ґренландія, Росія, Шпіцберген), з ізольованим гірсько-бореальним поширення у Норвегії.
Населяє вологу мохову тундру, дрібні арктичні болота, снігопокривні місця.